# Светско првенство у атлетици у дворани 1995 — бацање кугле за жене
Бацање кугле у женској конкуренцији на 5. Светском првенству у атлетици у дворани 1995. у Барселони, (Шпанија) је одржано 10. марта у дворани Сант Ђорди у Барселона (Шпанија).
Титулу освојену у Торонту 1993 није бранила Светлана Кривељова из Русије.

## Земље учеснице
Учествовала је 12 такмичарки из 9 земаља.
1. Кина (2)
2. Немачка (2)
3. Румунија (1)
4. Русија (1)
5. САД (2)
6. Словенија (1)
7. Уједињено Краљевство (1)
8. Украјина (1)
9. Холандија (1)

## Освајачи медаља
| Освајачи медаља |                 |            |  |  |  |  |
|                 |                 |            |  |  |  |  |
|                 |                 |            |  |  |  |  |
|                 |                 |            |  |  |  |  |
| Катрин Најмке   | Кони Прајс-Смит | Грит Хамер |  |  |  |  |
| Немачка         | САД             | Немачка    |  |  |  |  |

## Рекорди
Листа рекорда у бацању кугле пре почетка светског првенства 7. марта 1995. године.
| Рекорди пре почетка Светског првенства 1995. | Рекорди пре почетка Светског првенства 1995. | Рекорди пре почетка Светског првенства 1995. | Рекорди пре почетка Светског првенства 1995. | Рекорди пре почетка Светског првенства 1995. | Рекорди пре почетка Светског првенства 1995. |
| -------------------------------------------- | -------------------------------------------- | -------------------------------------------- | -------------------------------------------- | -------------------------------------------- | -------------------------------------------- |
| Светски рекорд                               | 22,50                                        | Хелена Фибингерова                           | Чехословачка                                 | Јаблонец, Чехословачка                       | 19. фебруар 1977.                            |
| Рекорд светских првенстава                   | 20,54                                        | Суј Шинмеј                                   | Кина                                         | Севиља, Шпанија                              | 10. март 1991.                               |
| Најбољи резултат сезоне                      |                                              |                                              |                                              |                                              |                                              |
| Европски рекорд                              | 22,50                                        | Хелена Фибингерова                           | Чехословачка                                 | Јаблонец, Чехословачка                       | 19. фебруар 1977.                            |
| Северноамерички рекорд                       | 19,83                                        | Рамона Пагел                                 | Сједињене Државе                             | Инглвуд, САД                                 | 20. фебруар 1987.                            |
| Јужноамерички рекорд                         |                                              |                                              |                                              |                                              |                                              |
| Афрички рекорд                               |                                              |                                              |                                              |                                              |                                              |
| Азијски рекорд                               | 21,10                                        | Ли Мејсу                                     | Кина                                         | Пекинг, Кина                                 | 3. март 1990.                                |
| Океанијски рекорд                            |                                              |                                              |                                              |                                              |                                              |

## Сатница
| Датум          | Време | Ниво   |
| -------------- | ----- | ------ |
| 11. март 1995. | 18:40 | Финале |

## Резултати

### Финале
Такмичење је одржано 11. марта 1995. године у 18:40.,,
| Пласман | Атлетичарка         | Земља                | ЛР     | ЛРС   | #1    | #2    | #3    | #4    | #5    | #6    | Резултат | Белешке |
| ------- | ------------------- | -------------------- | ------ | ----- | ----- | ----- | ----- | ----- | ----- | ----- | -------- | ------- |
| 1.      | Ирина Коржаненко    | Русија               | 20,99о | 19,89 | 19,69 | x     | 19,76 | 19,49 | 19,93 | 19,48 | 19,93    | Диск.1  |
|         | Катрин Најмке       | Немачка              | 21,15  | 21,15 | 18,97 | x     | 19,40 | 18,37 | 19,35 | 19,25 | 19,40    |         |
|         | Кони Прајс-Смит     | САД                  | 19,42о | 19,26 | 18,30 | x     | 19,12 | 17,94 | x     | x     | 19,12    |         |
|         | Грит Хамер          | Немачка              | 20.72о |       | 18,48 | 18,94 | 18,92 | 19,02 | 18,68 | 18,96 | 19,02    |         |
| 4.      | Љухунг Џанг         | Кина                 | 20,54о |       | 18,84 | x     | x     | x     | 17,91 | x     | 18,84    |         |
| 5.      | Синмеј Суеј         | Кина                 | 21,66о |       | 18,57 | 18,74 | x     | 18,81 | 18,78 | 18,77 | 18,81    |         |
| 6.      | Валентина Федјушина | Украјина             | 21.60  |       | 18,48 | x     | x     | x     | x     | x     | 18,48    |         |
| 7.      | Михаела Оана        | Румунија             | 17,47  |       | 17,71 | 18,07 | 17,93 | 17,73 | x     | 17,99 | 18,07    |         |
| 8.      | Џуди Оакес          | Уједињено Краљевство | 19,36о |       | 17,77 | x     | x     |       |       |       | 17,77    |         |
| 9.      | Наташа Ерјавец      | Словенија            | 18,10о |       | 17,22 | 17,41 | x     |       |       |       | 17,41    |         |
| 10.     | Кори де Брујн       | Холандија            |        |       | 16,90 | 16,66 | 16,88 |       |       |       | 16,90    |         |
| 11.     | Eileen Vanisi       | САД                  | 17,94о |       | 16,10 | x     | x     |       |       |       | 16,10    |         |

1 Победница Ирина Коржаненко (Русија) дисквалификована је а медаља јој је одузета, јер је била позитивна на допинг тесту.